# Adam Ruins Everything
Adam Ruins Everything ist eine US-amerikanische Edutainment-Serie von und mit Adam Conover, die seit 2015 auf dem Sender truTV lief. Sie hat ihren Ursprung in der Comedywebsite CollegeHumor, bei der Conover arbeitete. Seit dem 29. September 2015 ist eine Staffel mit 26 Folgen à ca. 25 Minuten und einem Special ausgestrahlt worden. Am 7. Dezember 2016 wurde die Serie um eine zweite Staffel mit 16 Episoden verlängert, die am 7. November 2017 endete. Zwischen März und Dezember 2018 wurden weitere 10 Episoden der zweiten Staffel ausgestrahlt. Die dritte Staffel mit 12 Episoden begann am 8. Januar 2019 und endete am 1. Oktober 2019.
Die Serie dreht sich um die Figur Adam Conover (eine fiktionale Version des Hauptdarstellers), die in jeder Folge humoristisch zu einem bestimmten Thema mehrere Irrtümer oder angenommene Fakten und Thesen, die in der amerikanischen Kultur weit verbreitet sind, mit Wissenschaft und Logik widerlegt und das Thema somit für die anderen Figuren und den Zuschauer „ruiniert“, da es nicht so unbedenklich ist wie vielfach angenommen.
In Kanada wurde die erste Staffel seit dem 12. Januar 2017 auf Much gesendet. In Australien läuft die Serie auf dem Sender SBS Viceland.

## Format und Hintergrund
Adam Ruins Everything basiert auf einer Webserie von CollegeHumor mit dem gleichen Namen, die ab dem 14. Februar 2014 auf CollegeHumors YouTube-Kanal ausgestrahlt wurde.
In den Folgen agiert Conover als Host und widerlegt falsche Vorstellungen und Irrglauben zu verschiedensten Themen. Dabei vertritt er häufig in der amerikanischen Gesellschaft unpopuläre Meinungen. Dies tut er, indem er die Zuschauer direkt anspricht, in Sketchen auftritt, alle Informationen mit Beispielen veranschaulicht, Experten interviewt und alle wichtigen Fakten mit auf dem Bildschirm eingeblendeten Quellen belegt. Es treten in der Serie häufig historische Figuren auf, ebenso reisen die Charaktere in der Zeit oder in Animationen und teleportieren sich an verschiedene Orte; häufig werden Spezialeffekte angewendet. Conover präsentiert seine Fakten stets sachlich und höchst enthusiastisch, obwohl er die Personen, die er in der Serie belehren will, damit nervt und in emotionale Krisen stürzt, obwohl er ihre Meinung am Ende jeder Folge immer geändert hat.

## Besetzung und Produktion
- Regisseur: Paul Briganti
- Executive Producer: Jon Cohen, Adam Conover, Spencer Griffin und Sam Reich
- Produzent: Paul Briganti und Jeremy Reitz
- Schnitt: James Fitzpatrick und Kent Kincannon
- Kamera: Matt Garrett

### Figuren
- Adam Conover (gespielt von Adam Conover) ist die Hauptfigur. Er unterrichtet die anderen Figuren und die Zuschauer, indem er Themen für sie „ruiniert“. Er findet, dass es immer besser ist, die Wahrheit zu wissen.
- Emily (gespielt von Emily Axford) ist eine Highschoollehrerin und Freundin von Adam. Sie ist mit Murph verheiratet und das häufigste Opfer von Adams Enthüllungen. Manchmal ist sie es jedoch auch selbst, die Irrglauben entlarvt (z. B. in Adam Ruins Sex und Adam Ruins Malls).
- Murph (gespielt von Brian Murphy) ist ein Sportschullehrer, Freund von Adam und Ehemann von Emily. Wenn Adam Dinge für Paare ruiniert, ist dieses meist Emily und Murph.
- Haley (gespielt von Hayley Marie Norman) ist eine Freundin Emilys, die mit Adam ausgeht. Sie stirbt in Adam Ruins Death.
- Rhea Conover (gespielt von Rhea Butcher) ist Adams jüngere Schwester. Ihr gehört das Haus, in dem Adam wohnt. Sie kommt zum ersten Mal in Adam Ruins Football vor.
- Kendra (gespielt von Nicole Roberts) in eine ehemalige Gefängnisinsassin und Freundin von Adam und Emily. In Adam Ruins Prison ist sie Adams Co-Host.
- Ethel (gespielt von Eliza Skinner)

## Rezeption
Die Chemikerin Mai Thi Nguyen-Kim äußerte sich kritisch über einen Ausschnitt der 15. Folge der 2. Staffel „Adam Ruins Science“, in dem es um Tierversuche geht. In dem Abschnitt werden Wissenschaftler in ein schlechtes Licht gerückt, da sie sich der begrenzten Aussagekraft von Tierversuchen angeblich nicht bewusst seien und dadurch Geldmittel verschwendeten. Mai widerspricht dieser Darstellung und kritisierte, dass Quellen falsch wiedergegeben oder aus dem Zusammenhang gerissen worden seien.

## Trivia
- Bereits bei CollegeHumor hatte Conover häufig Rollen, in denen er Dinge erklärte oder falsche Vorstellungen widerlegte.
- Ausschnitte aus den Folgen werden weiterhin auf den YouTube-Kanälen von CollegeHumor und truTV veröffentlicht.
- Die erste Staffel wurde in zwei Teilen gesendet: der erste mit 12 Episoden lief vom 29. September bis zum 22. Dezember 2015, der zweite Teil mit 14 Episoden vom 23. August bis zum 27. Dezember 2016.[6]
- Nachdem einer der Hosts des YouTube-Kanals The Rebel Media, Lauren Southern, Conovers Geschlechtergleichheitsforderung in Episode 9 Adam Ruins Summer Fun anfechtete, erschien Conover einige Zeit später in einer Diskussion auf dem Kanal, um seine Forderung zu verteidigen.
- Ab Episode 19 gibt es jede Folge zwei Segmente, die „Ever Wonder Why?“ heißen und interessante Antworten auf Fragen vermitteln, die sich der Zuschauer vielleicht noch nicht gestellt hatte.
- Folge 25 Adam Ruins Christmas wird von Adam Savage erzählt.
- Im September und Oktober 2016 hielt Conover in 15 amerikanischen Städten Vorträge zur anstehenden Wahl im Adam-Ruins-Everything-Stil. Daraus wurde später das einstündige erste Special der Serie Adam Ruins Everything Election Special zusammengeschnitten, in denen Conover die Präsidentschaftskandidaten Hillary Clinton und Donald Trump behandelt.
- Am 24. Oktober 2016 und am 1. August 2017 wurde Adam Conover in der Late Show mit Stephen Colbert über die Serie interviewt.

## Episodenliste
| Nr. (gesamt) | Nr. (Staffel) | Titel                                      | Erstausstrahlung   | „ruiniertes“ Thema                                | Zuschauer in den USA (in Tausend) |
| ------------ | ------------- | ------------------------------------------ | ------------------ | ------------------------------------------------- | --------------------------------- |
| 1            | 1             | Adam Ruins Giving                          | 29. September 2015 | Geschenke/Spenden                                 | 523                               |
| 2            | 2             | Adam Ruins Security                        | 6. Oktober 2015    | Sicherheit                                        | 439                               |
| 3            | 3             | Adam Ruins Cars                            | 13. Oktober 2015   | Automobile                                        | 488                               |
| 4            | 4             | Adam Ruins Forensic Science                | 20. Oktober 2015   | Forensik                                          | 526                               |
| 5            | 5             | Adam Ruins Restaurants                     | 27. Oktober 2015   | Restaurants                                       | 422                               |
| 6            | 6             | Adam Ruins Hygiene                         | 3. November 2015   | Körperpflege                                      | 599                               |
| 7            | 7             | Adam Ruins Voting                          | 10. November 2015  | US-amerikanische Wahlen                           | 569                               |
| 8            | 8             | Adam Ruins Work                            | 17. November 2015  | Arbeit                                            | 438                               |
| 9            | 9             | Adam Ruins Summer Fun                      | 1. Dezember 2015   | Sommerferien                                      | 505                               |
| 10           | 10            | Adam Ruins Sex                             | 8. Dezember 2015   | Sex                                               | 531                               |
| 11           | 11            | Adam Ruins Nutrition                       | 15. Dezember 2015  | Ernährung                                         | 508                               |
| 12           | 12            | Adam Ruins Death                           | 22. Dezember 2015  | Tod                                               | 614                               |
| 13           | 13            | Adam Ruins Hollywood                       | 23. August 2016    | die Filmindustrie                                 | 472                               |
| 14           | 14            | Adam Ruins Football                        | 30. August 2016    | American Football                                 | 506                               |
| 15           | 15            | Adam Ruins Weddings                        | 6. September 2016  | Hochzeiten                                        | 442                               |
| 16           | 16            | Adam Ruins Malls                           | 13. September 2016 | Einkaufszentren                                   | 396                               |
| 17           | 17            | Adam Ruins Animals                         | 20. September 2016 | (Haus-)Tiere                                      | 419                               |
| 18           | 18            | Adam Ruins Immigration                     | 27. September 2016 | Einwanderung                                      | 464                               |
| 19           | 19            | Adam Ruins Housing                         | 4. Oktober 2016    | Immobilien                                        | 503                               |
| Special      |               | The Adam Ruins Everything Election Special | 25. Oktober 2016   | die US-Präsidentschaftswahl 2016                  | 440                               |
| 20           | 20            | Adam Ruins Drugs                           | 15. November 2016  | Drogen/Medikamente                                | 545                               |
| 21           | 21            | Adam Ruins Prison                          | 22. November 2016  | Gefängnisse in den USA                            | 521                               |
| 22           | 22            | Adam Ruins the Wild West                   | 29. November 2016  | Wilder Westen                                     | 382                               |
| 23           | 23            | Adam Ruins the Internet                    | 6. Dezember 2016   | das Internet                                      | 392                               |
| 24           | 24            | Adam Ruins Justice                         | 13. Dezember 2016  | Gerichtswesen                                     | 386                               |
| 25           | 25            | Adam Ruins Christmas                       | 20. Dezember 2016  | Weihnachten                                       | 527                               |
| 26           | 26            | Adam Ruins Going Green                     | 27. Dezember 2016  | Klimawandel/Energiesparmaßnahmen                  | 490                               |
| 27           | 1             | Adam Ruins Having a Baby                   | 11. Juli 2017      | ein Kind bekommen                                 | 430                               |
| 28           | 2             | Adam Ruins Weight Loss                     | 18. Juli 2017      | Abnehmen                                          | 523                               |
| 29           | 3             | Adam Ruins the Hospital                    | 25. Juli 2017      | Krankenhäuser                                     | 423                               |
| 30           | 4             | Adam Ruins Dating                          | 1. August 2017     | Dating                                            | 386                               |
| 31           | 5             | Adam Ruins Art                             | 8. August 2017     | Kunst                                             | 309                               |
| 32           | 6             | Adam Ruins What We Learned in School       | 15. August 2017    | Schulwissen                                       | 392                               |
| 33           | 7             | Adam Ruins College                         | 22. August 2017    | Colleges                                          | 392                               |
| 34           | 8             | Emily Ruins Adam                           | 29. August 2017    | Adam Ruins Everything                             | 357                               |
| 35           | 9             | Adam Ruins His Vacation                    | 19. September 2017 | Urlaub                                            | 422                               |
| 36           | 10            | Adam Ruins the Suburbs                     | 26. September 2017 | Vorstädte                                         | 353                               |
| 37           | 11            | Adam Ruins the Economy                     | 3. Oktober 2017    | Wirtschaft                                        | 320                               |
| 38           | 12            | Adam Ruins Conspiracy Theories             | 10. Oktober 2017   | Verschwörungstheorien                             | 373                               |
| 39           | 13            | Adam Ruins Spa Day                         | 17. Oktober 2017   | Wellness                                          | 417                               |
| 40           | 14            | Adam Ruins Halloween                       | 24. Oktober 2017   | Halloween                                         | 299                               |
| 41           | 15            | Adam Ruins Science                         | 31. Oktober 2017   | Wissenschaft                                      | 347                               |
| 42           | 16            | Adam Ruins the Future                      | 7. November 2017   | die Zukunft                                       | 348                               |
| 43           | 17            | Give Me Liberty or Give Me Truth           | 20. März 2018      | der Amerikanische Unabhängigkeitskrieg (animiert) | 312                               |
| 44           | 18            | The First Factsgiving                      | 27. März 2018      | Thanksgiving (animiert)                           | 317                               |
| 45           | 19            | Mutually Assured Ruination                 | 3. April 2018      | Politikgeschichte (animiert)                      | 244                               |
| 46           | 20            | An Ancient History of Violence             | 10. April 2018     | Antike (animiert)                                 | 419                               |
| 47           | 21            | The Copernican Ruin-aissance               | 17. April 2018     | Wissenschaftsgeschichte (animiert)                | 254                               |
| 48           | 22            | 100 Years Ago Today                        | 24. April 2018     | frühes 20. Jahrhundert (animiert)                 | 299                               |
| 49           | 23            | Adam Ruins Guns                            | 27. November 2018  | Schusswaffen                                      | 444                               |
| 50           | 24            | Adam Ruins Sleep                           | 4. Dezember 2018   | Schlaf                                            | 346                               |
| 51           | 25            | Adam Ruins Tech                            | 11. Dezember 2018  | Technologieunternehmen                            | 304                               |
| 52           | 26            | Adam Ruins Flying                          | 18. Dezember 2018  | Luftfahrt                                         | 366                               |
| 53           | 1             | Adam Ruins a Plate of Nachos               | 8. Januar 2019     | Lebensmittel                                      | 313                               |
| 54           | 2             | Adam Ruins a Sitcom                        | 15. Januar 2019    | Sitcoms                                           | 296                               |
| 55           | 3             | Adam Ruins Games                           | 22. Januar 2019    | Spiele                                            | 220                               |
| 56           | 4             | Adam Ruins Nature                          | 29. Januar 2019    | Natur                                             | 250                               |
| 57           | 5             | Adam Ruins America                         | 13. August 2019    | die Vereinigten Staaten                           | 285                               |
| 58           | 6             | Adam Ruins A Night Out                     | 20. August 2019    | Ausgehen                                          | 308                               |
| 59           | 7             | Adam Ruins Doing Good                      | 27. August 2019    | Philanthropie                                     | 257                               |
| 60           | 8             | Adam Ruins A Murder                        | 3. September 2019  | Tötungsdelikte                                    | 265                               |
| 61           | 9             | Adam Ruins Music                           | 10. September 2019 | Musik                                             | 255                               |
| 62           | 10            | Adam Ruins Little Bugs                     | 17. September 2019 | Ungeziefer                                        | 242                               |
| 63           | 11            | Adam Ruins Cops                            | 24. September 2019 | Polizei                                           | 203                               |
| 64           | 12            | Adam Ruins Himself                         | 1. Oktober 2019    | Adam Ruins Everything                             | 177                               |